# Mohammed Kamara
Mohammed Kesselly Kamara (Sinkor, 31 ottobre 1997) è un calciatore liberiano, attaccante del CFR Cluj.

## Carriera

### Club
Nato in Liberia, si trasferisce in giovane età negli Stati Uniti dove gioca nella selezione calcistica del Tyler Junior College; nel 2017 viene insignito del premio di miglior giocatore della NJCAA, il campionato di calcio di livello collegiale.
Nel 2018 si trasferisce all'UCLA dove gioca per la selezione locale degli UCLA Bruins; sempre nello stesso periodo gioca per gli Atlanta Silverbacks in NASL dove grazie alle 9 reti in 14 partite riceve il premio di giocatore dell'anno.
Dopo essere stato vicino a siglare un accordo con Generation Adidas che ne avrebbe garantito la presenza ai Draft 2019, sceglie di optare per l'Europa firmando con il Paderborn il 5 gennaio 2019; nei sei mesi seguenti non riesce a debuttare in prima squadra, collezionando solamente 7 presenzi condite da 8 reti con la squadra riserve in Oberliga. Al termine della stagione rescinde il contratto in accordo con il club.
Il 2 agosto 2019 firma un contratto con il Ventura County, militante in USL Championship; nove giorni più tardi fa il suo esordio fra i professionisti giocando l'incontro vinto 3-1 contro l'Austin Bold ed una settimana più tardi va a segno nella trasferta pareggiata 2-2 contro il New Mexico Utd.
Il 1º ottobre 2020 fa ritorno in Europa firmando con il Menemen in TFF 1. Lig, la seconda serie del calcio turco; divenuto in breve tempo titolare, realizza 3 reti in 11 incontri ed a gennaio viene acquistato dall'Hatayspor, approdando in Süper Lig.

### Nazionale
Nel 2023 ha esordito in nazionale.

## Statistiche

### Presenze e reti nei club
Statistiche aggiornate al 3 ottobre 2021.
| Stagione        | Squadra             | Campionato      | Campionato | Campionato | Coppe nazionali | Coppe nazionali | Coppe nazionali | Coppe continentali | Coppe continentali | Coppe continentali | Altre coppe | Altre coppe | Altre coppe | Totale | Totale |
| Stagione        | Squadra             | Comp            | Pres       | Reti       | Comp            | Pres            | Reti            | Comp               | Pres               | Reti               | Comp        | Pres        | Reti        | Pres   | Reti   |
| --------------- | ------------------- | --------------- | ---------- | ---------- | --------------- | --------------- | --------------- | ------------------ | ------------------ | ------------------ | ----------- | ----------- | ----------- | ------ | ------ |
| 2018            | Atlanta Silverbacks | NPSL            | 14         | 9          |                 | -               | -               |                    | -                  | -                  |             | -           | -           | 14     | 9      |
| 2018-2019       | Paderborn II        | OB/W            | 7          | 8          |                 | -               | -               |                    | -                  | -                  |             | -           | -           | 7      | 8      |
| 2019            | Ventura County      | USL             | 10         | 4          |                 | -               | -               |                    | -                  | -                  |             | -           | -           | 10     | 4      |
| 2020-gen. 2021  | Menemen             | 1L              | 10         | 3          | CT              | 1               | 0               |                    | -                  | -                  |             | -           | -           | 11     | 3      |
| gen.-giu. 2021  | Hatayspor           | SL              | 21         | 1          | CT              | 0               | 0               |                    | -                  | -                  |             | -           | -           | 21     | 1      |
| 2021-2022       | Hatayspor           | SL              | 8          | 2          | CT              | 0               | 0               |                    | -                  | -                  |             | -           | -           | 8      | 2      |
| Totale carriera | Totale carriera     | Totale carriera | 70         | 27         |                 | 1               | 0               |                    | -                  | -                  |             | -           | -           | 71     | 27     |

### Cronologia presenze e reti in nazionale
| Cronologia completa delle presenze e delle reti in nazionale ― Liberia | Cronologia completa delle presenze e delle reti in nazionale ― Liberia | Cronologia completa delle presenze e delle reti in nazionale ― Liberia | Cronologia completa delle presenze e delle reti in nazionale ― Liberia | Cronologia completa delle presenze e delle reti in nazionale ― Liberia | Cronologia completa delle presenze e delle reti in nazionale ― Liberia | Cronologia completa delle presenze e delle reti in nazionale ― Liberia | Cronologia completa delle presenze e delle reti in nazionale ― Liberia |
| Data                                                                   | Città                                                                  | In casa                                                                | Risultato                                                              | Ospiti                                                                 | Competizione                                                           | Reti                                                                   | Note                                                                   |
| ---------------------------------------------------------------------- | ---------------------------------------------------------------------- | ---------------------------------------------------------------------- | ---------------------------------------------------------------------- | ---------------------------------------------------------------------- | ---------------------------------------------------------------------- | ---------------------------------------------------------------------- | ---------------------------------------------------------------------- |
| 28-3-2023                                                              | Monrovia                                                               | Liberia                                                                | 1 – 2                                                                  | Sudafrica                                                              | Qual. Coppa d'Africa 2023                                              | -                                                                      | 73’                                                                    |
| 17-10-2023                                                             | Agadir                                                                 | Marocco                                                                | 3 – 0                                                                  | Liberia                                                                | Qual. Coppa d'Africa 2023                                              | -                                                                      | 70’                                                                    |
| Totale                                                                 |                                                                        | Presenze                                                               | 2                                                                      |                                                                        | Reti                                                                   | 0                                                                      |                                                                        |

## Palmarès

### Club

#### Competizioni nazionali
- Coppa di Romania: 1

CFR Cluj: 2024-2025